# Twisting by the Pool
Twisting by the Pool è un brano musicale dei Dire Straits, scritto dal chitarrista e cantante Mark Knopfler. Fu l'unico singolo estratto dall'EP ExtendedancEPlay del 1983 ed è arrivato in prima posizione in Nuova Zelanda per quattro settimane, in seconda in Australia, in sesta nei Paesi Bassi, Norvegia e nelle Fiandre (in Belgio) ed in settima in Finlandia.
La canzone è stata inserita anche nelle raccolte Money for Nothing e Sultans of Swing: The Very Best of Dire Straits.
Il brano – concepito come uno spensierato omaggio al rock and roll della tradizione americana – fu proposto dal vivo nella tournée Dire Straits 1982/3.

## Classifiche
| Classifica (1983)             | Posizione massima |
| ----------------------------- | ----------------- |
| Australia                     | 2                 |
| Belgio (Fiandre)              | 6                 |
| Canada                        | 12                |
| Finlandia                     | 7                 |
| Francia                       | 29                |
| Germania                      | 31                |
| Irlanda                       | 13                |
| Norvegia                      | 6                 |
| Nuova Zelanda                 | 1                 |
| Paesi Bassi                   | 6                 |
| Regno Unito                   | 14                |
| Spagna                        | 34                |
| Stati Uniti                   | 53                |
| Stati Uniti (mainstream rock) | 12                |
| Svezia                        | 13                |
| Svizzera                      | 11                |